# Hwaseong
Hwaseong is een stad in de Zuid-Koreaanse provincie Gyeonggi. Bij de volkstelling van 2020 had de stad 880.859 inwoners. Hwaseong is onderdeel van de agglomeratie Seoel.
- Library of Congress Control Number: n80046822
- MusicBrainz: 13b992bf-7e3f-4a7f-8147-645fdffcff02
- Nationale Bibliotheek van Israël: 987007564316805171
- Virtual International Authority File: 159443127

Steden:
Ansan · Anseong · Anyang · Bucheon · Dongducheon · Gimpo · Goyang · Gunpo · Guri · Gwacheon · Gwangju · Gwangmyeong · Hanam · Hwaseong · Icheon · Namyangju · Osan · Paju · Pocheon · Pyeongtaek · Seongnam · Siheung · Suwon (hoofdstad) · Uijeongbu · Uiwang · Yangju · Yeoju · Yongin
Districten:
Gapyeong · Yangpyeong · Yeoncheon